# Кассис, Ранда
Ра́нда Касси́с (араб. رندة قسيس‎; род. 8 октября 1970, Дамаск) — франко-сирийский политик и ведущий представитель сирийской оппозиции. Она является президентом Астана Платформа платформы сирийской оппозиции и основателем Движения плюралистического общества.

## Биография
До августа 2012 года она также была членом Сирийского национального совета. Ранда Кассис является бывшим президентом Сирийской коалиции светских и демократических сил и в настоящее время состоит в Сирийском национальном совете. Сирийская коалиция светских и демократических сил, ядро светской и демократической сирийской оппозиции, была создана вследствие объединения двенадцати мусульманских, христианских, арабских и курдских партий, призывающих сирийские меньшинства поддержать борьбу против правительства Башара аль-Асада.
Ранда Кассис также является антропологом и журналистом. Она опубликовала книгу под названием «Склепы богов», в которой повествуется о религиях, их происхождении и способах их функционирования. С начала гражданской войны в Сирии 15 марта 2011 года Ранда Кассис стала ведущим комментатором, освещающим сирийский конфликт и прочие последствия «Арабской весны», будущее ближневосточного региона.
В 2015 году после согласования с президентом Казахстана Ранда Кассис иницировала процесс запуска Астанинской платформы с целью объединения сирийской оппозиции. В первом раунде переговоров в рамках платформы модератором стал посол Казахстана Багдад Амреев, а на открытии заседания выступил министр иностранных дел Казахстана Эрланд Идрисов. Во втором раунде в качестве модератора выступил Фабьен Бауссар, президент Центра политических и иностранных дел.
В 2016 году под знаменем московско-астанской групп Ранда Кассис приняла участие в Женевских мирных переговорах. Она также является сопредседателем Кадри Джамиля из сирийской светской и демократической оппозиционной делегации. Со стороны других членов оппозиции она подвергается критике за пропаганду смены политического режима в сотрудничестве с Башаром аль-Асадом и её поддержку российского вмешательства в гражданскую войну.
В январе 2018 года Кассис приняла участие в качестве ведущего представителя оппозиции на Конгрессе Сирийского национального диалога в Сочи. В январе 2025 года вернулась в Сирию, но объявила о своей резкой оппозиции новым властям.